# 대아호텔 화재
대아호텔 화재 사고는 1984년 1월 14일 오전 8시쯤 부산광역시 부산진구 부전동 대아호텔 4층 헬스클럽에서 일어난 화재 사고이다. 원인은 석유난로를 부주의하게 다루었기 때문이었다.

## 피해 규모
- 인명 피해: 사망 38명, 부상 68명(외국인 사망 5명, 부상 6명 포함)
- 재산 피해: 3억 원

## 사건 개요
당시 헬스클럽에 근무하던 종업원 김 모(당시 30세, 1955년생)가 사우나탕에서 헬스클럽으로 들어가 그곳에 설치된 석유난로의 심지를 최대한으로 올려 점화한 후, 사우나탕으로 나와 약 20분간 점화 상태를 점검하였다. 플라스틱형 석유통 주입구에서 석유를 주입하던 순간 호스의 기름이 난로에 뿌려지면서 발화된 화재이다.

## 처리 과정
1984년 1월 14일 오전 7시 50분경에 최초로 발화된 4층 헬스클럽을 시작으로 해서, 8시경 호텔 내 다른 층으로 번져 호텔 외부까지 연기가 많이 퍼지게 되자, 119에 화재 신고를 접수하여 소방대가 도착한 것은 오전 8시 17분이었다. 이후 진화 작업이 개시되었으며, 초기 진화 작업은 9시에 완료되었다.
이후 인명 구조대, 고가 사다리차, 낙하용 매트 등을 준비하여 구조 작업에 나섰고 공군 헬리콥터를 비롯한 7대의 헬기가 투입되어 옥상에 고립된 투숙객들을 구출하는 작업에 나섰지만, 구조 작업 과정 중 5명의 사망자가 발생하였다.
대대적인 구조, 수색 작업은 오전 11시 30분에야 시작되었고 화재 발생 전날인 1월 13일, 인기 연예인들의 공연이 있어 주로 젊은 층이 호텔을 많이 찾았으며 이들 중 상당수는 과음, 과로로 아침에 쉽게 일어나지 못해 화재 발생 경보를 들을 수 없어서 인명피해를 더 키웠다.
또한, 이 사건은 약 2천 200여 평 규모에 해당하는 호텔 건물 전체 중 460여 평을 잿더미로 소실, 의자와 옷장, 텔레비전 등 집기류들이 전부 불에 타버려 3억 원의 물적 손실을 입혔다.

## 사건 이후
화재가 벌어진 대아호텔이 있었던 자리는 서면역 인근에 있는 아이온시티빌딩으로 탈바꿈하게 된 것으로 보인다.